# Mahokrilec
Mahokrilec tudi Ornitopter (iz grščine: ornithos "ptica" in pteron "krilo"), je zrakoplov, ki leti z mahanjem kril, podobno kot ptica ali čebela. Po navadi so manjših velikosti, so pa uspešno zgradili tudi velike za človeka. Obstajajo dve kategoriji glede na pogon, motorsko gnani in gnani s pomočjo mišic.
Nekateri izmed prvih poskusov leta so nameravali poleteti s pomočjo mahanja kril, najverjetneje so dosegli samo jadralni let. Pionirji so bil menih iz 11. stopeltja Eilmer of Malmesbury in poet iz 9. stoletja Abbas Ibn FirnasRoger Bacon iz pisanja leta 1260 je tudi razmišljal o načinih leta. Leta 1485 Leonardo da Vinci je začel študirati lete ptic. Ugotovil je, da je človek pretežak in premalo močan za letenje s krili nameščenimi na roke. Zato je razvil večjo letalno napravo, kjer pilot s pomočjo nog in rok poganja mehanizem.
Prvi mahokrilci sposobni leta so bili zgrajeni v Franciji. Jobert je leta 1871 uporabil elastično gumo za pogon majhne naprave. Tudi Alphonse Pénaud, Abel Hureau de Villeneuve in Victor Tatin so zgradili podobne naprave na elastično gumo. Gustave Trouvé je bil prvi, ki je uporabil motor na notranje zgorevanje za pogon modela, ki je letel 70 metrov daleč leta 1890. 
Od leta 1884 naprej, je Lawrence Hargrave zgradil več mahokrilcev z elastičnimi gumami, vzmetmi in tudi na pogon s pomočjo pare in stisnjenega zraka. 
E.P. Frost je začel izdelovati mahokrilce leta 1870 na parni pogon, v 1900ih z motorjem na notranje zgorevanje dovolj velikim za človeka, ki pa ni poletel
V 1930ih je Alexander Lippisch in NSFK v Nemčiji zgradil in uspešno letel mahokrilce z motorji na notranje zgorevanje. Uporabil je Hargravov koncept z mahanjem majhnih kril. Erich von Holst je v 1930ih zgradil efektivne mahokrilce na elastično gumo
Okrog leta 1960 je Percival Spencer uspešno letel z brezpilotnimi mahokrilci na motorje z delovno prostornino  0,33 do 13,11 cm3in razponom kril do 2,4 metra. Leta 1961 je poletel prvi mahokrilec Spencer Orniplane na motorni pogon z radijskim vodenjem  Imel je razpon 2,3 metra in je bil težak 3,4 kg, motor je bil dvotaktni s prostornino 5,7 cm3

## Mahokrilci s človeško posadko
Okrog leta 1894 je pionir Otto Lilienthal postal slaven z njegovimi jadralnimi leti. Študiral je let ptic in izvedel nekaj eksperimentov. Zgradil je tudi ornitopterja, ki pa ga ni dokončno razvil zaradi smrtne nesreče 9. avgusta 1896.
Leta 1929 je mahokrilec na človeški pogon dizajnerja Alexander Lippisch (načrtovalec letala ME-163 Komet) letel 250 do 300 metrov s pomočjo vlačilca. Zato ni povsem jasno, če je bil mahokrilec sposoben leteti samostojno.
Leta 1943 je Adalbert Schmid izvedel precej daljši letal s človeško gnanim mahokrilcem. Letel je 900 metrov daleč z višino leta okrog 20 metrov. Pozneje je na njega namestil 3-konjski motor in z njim dosegel 15 minut dolge letel. Schmid je pozneje zgradil mahokrilec s 10-konjskim motorjem baziran na jadralnem letalu Grunau-Baby IIa.
Leta 2005, Yves Rousseau prejel nagrado Paul Tissandier Diploma od FAI za dosežke na področju letalstva. Rousseau je poskusil z mahanjem kril leta 1995. 20. arpila leta 2006 na 212-tem poskusu je letel 64 metrov daleč.
2. avgusta leta 2010 je Todd Reichert z univerze v Torontu letel s človeško gnanim Snowbird-om. Zrakoplov je imel razpon 32 metrov in težo 42 kilogramov. Zgrajen je bil iz ogljikovih vlaken in pene. Pilot je sedel v majhni kabini in poganjal mehanizem z nogami. Do vzleta ga je povlekel avtomobil in mahokrilec je letel okrog 20 sekund. Poletel je 145 metrov daleč s povprečno hitrostjo 25 km/h.